# Guttenberg Pál
Guttenberg Pál (Nagykálló, 1859. március 14. – Budapest, Erzsébetváros, 1936. május 4.) tanár és író. 

## Élete
Guttenberg Sámuel (1819–1905) és Goldstein Sára (1830–1898) fia. A Budapesti Tudományegyetem Bölcsészettudományi Karán filozófiai tanulmányokat folytatott, majd ezt követően a skandináv országokban és Angliában tanulmányozta a technikai nevelés problémáit. Hazatérése után sokat tett a kézimunkatanítás iskolai meghonosításáért. Szlöjd-tanfolyamain több ezer tanító nyert kiképzést. 1895-től több mint nyolcvan tanító-tanfolyamot tartott, ahol négyezernél több tanítót képzett ki kézimunka- és gazdasági gyakorlatokban. Behatóan foglalkozott a szabadoktatás kérdéskörével és a University Extensionnak, a parasztegyetemeknek első magyarországi szószólója volt. A földművelésügyi miniszter megbízásából az élelmezési problémákkal is foglalkozott.
Felesége Reichert Szerafin volt.

## Főbb művei
- Dán parasztegyetemek (Budapest, 1895)
- Iskolai képek a jövő századból (Budapest, 1895)
- Jelentés a Kézimunkára Nevelés Országos Egyesület hat évi működéséről (Budapest, 1902)